# I tre giorni del Condor
I tre giorni del Condor (Three Days of the Condor) è un film del 1975 diretto da Sydney Pollack e prodotto da Stanley Schneider. La sceneggiatura, di Lorenzo Semple Jr, è un adattamento dal romanzo I sei giorni del Condor di James Grady. Considerato uno dei migliori film del genere cospirativo e thriller, ha ottenuto la candidatura dall'Academy Award per il montaggio, agli Oscar del 1976.

## Trama
Manhattan, New York. Un commando di sicari, guidati da un freddo alsaziano, di nome Joubert, e da Lloyd, un ex sergente dell'esercito, irrompe in una sezione impiegatizia della CIA, impegnata in operazioni di OSINT, dove vengono letti e studiati libri e giornali provenienti da tutto il mondo in cerca di individui sospetti, codici segreti o trame nascoste. Tutti gli operatori vengono sterminati ad eccezione di Joseph Turner, nome in codice "Condor", uscito a comprare la colazione per tutti, il quale pochi giorni prima aveva inviato ai suoi superiori un rapporto senza ricevere alcuna risposta.
Scoperto il massacro, sentendosi in pericolo e non potendosi fidare di nessuno, Turner prende una pistola da un cassetto e chiede aiuto alla sede: il vicedirettore di New York, Higgins, assume l'incarico di recuperare il sopravvissuto, ma da Washington arriva Wicks, direttore della sezione di Condor, che s’incarica di subentrare nel recupero offrendosi di farsi accompagnare da Sam, un amico fidato di Condor, per instaurare con lui un rapporto di fiducia. L'appuntamento è in un vicolo dietro un hotel di Manhattan: Condor vede da lontano Sam ma, avvicinandosi, Wicks tenta di ucciderlo. Questi prontamente reagisce, sparandogli con la pistola che ha in tasca per poi fuggire. Confuso e carico di adrenalina, decide di sequestrare una donna, Kathy Hale, obbligandola a tenerlo in casa propria per essere al sicuro. Nonostante una iniziale diffidenza reciproca, i due alla fine collaborano.
Grazie alla propria abilità e al proprio coraggio, Condor riesce a sventare un tentativo di uccisione da parte di Joubert e poi un altro operato da Lloyd, travestito da postino, che rimane ucciso nel conflitto a fuoco. Nelle tasche del killer, Condor trova un numero di telefono che si rivela essere quello dell'ufficio di Wicks a Washington, come anche la chiave di una stanza d'hotel, quella in cui è alloggiato Joubert. Diventa chiaro come il caposezione Wicks, Joubert e Lloyd siano in collaborazione fra di loro e come gli omicidi siano legati al dossier che Condor ha mandato a Wicks. Ma cosa può nascondere quel dossier di così tanto pericoloso?
Condor è certo che ci sia una parte deviata dei servizi segreti che agisce autonomamente, ma vuole prima essere sicuro di questo, quindi studia un piano: con l'aiuto di Kathy, attira Higgins in trappola e lo rapisce. In realtà vuole solo la conferma che il servizio segreto ufficiale non ha dato l'ordine d‘eliminare lui ed i suoi colleghi. Condor intuisce subito che Higgins non è implicato in quella storia e che ci sono delle deviazioni nella "compagnia", ma scopre anche come Wicks non sia a capo di questo complotto, poiché Higgins gli rivela che è stato appena ucciso; la mente quindi dev’essere un altro.
Liberato Higgins, Condor ruba a una squadra di telefonisti il materiale per mettere un telefono sotto intercettazione e, recatosi all'hotel dove si trova Joubert, usa la sua esperienza come trasmettitore per capire con chi l'alsaziano è in contatto costantemente; quindi, incrociando alcuni dati, risale all'indirizzo e quindi al numero di telefono di chi è a capo di tutto, Leonard Atwood, che aveva preparato i piani d‘una guerra da far scoppiare nel Medio Oriente per assicurarsi il controllo dei flussi di petrolio, piano che il rapporto di Condor aveva involontariamente smascherato.
Il funzionario deviato era pertanto ricorso al killer "indipendente" Joubert e al suo guardaspalle Lloyd per eliminare ogni possibile contatto che potesse metterlo in rapporto con il piano, mentre Higgins (quindi la CIA "ufficiale") usava Condor come bersaglio mobile per individuare i responsabili del complotto. Condor telefona al quartier generale, dove si trovano in quel momento Higgins, un alto funzionario di nome Wabash e Atwood, rivelando a Higgins in quale hotel può trovare ed arrestare Joubert. Ma, quando Condor gli chiede cosa sa di Atwood, Higgins tace poiché l'uomo è a pochi metri da lui.
Condor allora saluta Kathy alla stazione e parte per il Maryland, all'indirizzo di Atwood, per affrontarlo. L'uomo, minacciato da Condor con una pistola, ammette che ha ordinato l'eliminazione della squadra perché, involontariamente, aveva smascherato il suo piano deviato. Proprio in quel momento Joubert, armato di pistola, sopraggiunge e lo disarma, eliminando però Atwood, e inscenando un finto suicidio. Joubert parla a Condor come ad un amico e gli svela di essere tornato al servizio della CIA ufficiale solo per eliminare Atwood, diventato troppo ingombrante per tutti. Joubert si offre di accompagnarlo a New York, mettendolo in guardia sul fatto che Higgins sarà costretto a toglierlo di mezzo, poiché anche lui è diventato ingombrante, proprio come Atwood.
Condor si incontra con Higgins, che gli propone il suo reintegro nell'Agenzia. Condor si accorge che Higgins è arrivato all'appuntamento con degli uomini, probabilmente armati, e, ricordando le parole di Joubert, fiuta la trappola e, mentre se ne va, svela a un Higgins esterrefatto di aver consegnato il suo rapporto su quello che è avvenuto al New York Times. Il finale lascia aperto l'interrogativo se la CIA riuscirà a evitare che la notizia sia pubblicata.

## Riconoscimenti
- 1976 – Premio Oscar
  - Candidatura al miglior montaggio a Don Guidice e Fredric Steinkamp

- 1976 – Golden Globe
  - Candidatura alla miglior attrice in un film drammatico a Faye Dunaway

- 1976 – David di Donatello
  - David speciale per la regia a Sydney Pollack

- 1977 – Edgar Award
  - Candidatura alla miglior sceneggiatura cinematografica

- 1976 – Kansas City Film Critics Circle Awards
  - Miglior attore non protagonista a Max von Sydow